# Jun Jun
Dans ce nom chinois, le nom de famille, Li, précède le nom personnel.
Li Chun (ch. trad. : 李純 ; ch. simp. : 李纯), née le 11 janvier 1988 (ou le 11 février 1988 selon les sources) à Hunan, en Chine, connue sous son nom de scène Jun Jun ou Junjun (ジュンジュン, Junjun, au Japon), ou en Chine Chun Chun ou Chunchun (ch. simp. : 纯纯), est une chanteuse chinoise, ex-membre du groupe japonais Morning Musume et ex-idol du Hello! Project de 2007 à 2010.

## Biographie
Après avoir participé au concours de chant Supergirl en Chine en 2006, elle rejoint les populaires Morning Musume au Japon en mars 2007, sélectionnée par le producteur Tsunku après une audition secrète à Pékin. Elle est intégrée avec sa compatriote Qian Lin (alias Lin Lin ou Linlin) dans le cadre de la "huitième génération" dont fait déjà partie Aika Mitsui arrivée trois mois plus tôt. Elle et Lin Lin sont donc les premières étrangères à intégrer les Morning Musume, et les seules hormis Miki Fujimoto à n'avoir pas participé pour ce faire à une audition nationale publique, directement choisies par Tsunku en tant qu'"étudiantes étrangères" pour faire connaitre le groupe en Chine.
Elle participe à l'émission télévisée du groupe, Haromoni@. En 2009, elle rejoint en parallèle le groupe temporaire Zoku V-u-den.
Mi-2010, elle est l'héroïne d'un petit film de fiction, Dreaming places make us Dream, diffusé dans le pavillon du Japon lors de l’Exposition universelle de 2010 de Shanghai, destiné à faire découvrir le pays aux visiteurs chinois.
Au même moment, son producteur Tsunku annonce sa future graduation pour la fin de l'année. Jun Jun quitte donc les Morning Musume et le Hello! Project le 15 décembre 2010, en même temps que Lin Lin et Eri Kamei, après une cérémonie d'adieu lors du dernier concert de la tournée Rival Survival. Elle retourne en Chine, et y tourne dans un film en 2011.

## Vie privée
En novembre 2014, elle épouse à 26 ans un producteur de musique chinois nommé Zheng Nan, après deux ans de fiançailles. Son mariage est révélé sur le site de micro-blogging chinois Weibo.

## Groupes
- Morning Musume (2007–2010)
- Wonderful Hearts (2008–2009)
- Zoku V-u-den (2009-2010)
- Muten Musume (2010)
- Ex-ceed! (2010)

## Discographie

### Avec Morning Musume
Singles
- 25 juillet 2007 : Onna ni Sachi Are
- 21 novembre 2007 : Mikan
- 16 avril 2008 : Resonant Blue
- 24 septembre 2008 : Pepper Keibu
- 18 février 2009 : Naichau Kamo
- 13 mai 2009 : Shōganai Yume Oibito
- 12 août 2009 : Nanchatte Renai
- 28 octobre 2009 : Kimagure Princess
- 10 février 2010 : Onna ga Medatte Naze Ikenai
- 9 juin 2010 : Seishun Collection
- 27 octobre 2010 : Appare Kaiten Zushi! (avec Muten Musume)
- 17 novembre 2010 : Onna to Otoko no Lullaby Game

Albums
- 26 novembre 2008 :  Cover You  (reprises)
- 18 mars 2009 :  Platinum 9 Disc
- 17 mars 2010 :  10 My Me
- 1er décembre 2010 :  Fantasy! Jūichi

(+ compilations du groupe)

## Filmographie
Films
- 2011 : Keitai Deka The Movie 3: Morning Musume Kyuushutsu Daisakusen! ~ Pandora no Hako no Himitsu~ (ケータイ刑事　THE　MOVIE3　モーニング娘。救出大作戦！～パンドラの箱の秘密?)
- 2011 : Love in a Second (爱一秒?)
- 2012 : FāngZhōu

Dramas
- 2010 : Hanbun Esper (半分エスパー?)

Internet
- 2010 : Dreaming Places Makes Us Dream

## Divers
Programmes TV
- 2007–2008 : Haromoni@ (ハロモニ@?)
- 2007, 2008 : Tunnels no Minasan no Okagedeshita (とんねるずのみなさんのおかげでした?) (2 épisodes)
- 2008 : Berikyuu! (ベリキュー!?)
- 2008–2009 : Yorosen! (よろセン!?)
- 2009 : FUJIWARA no Arigatai to Omoe! (FUJIWARAのありがたいと思えッ!?) (3 épisodes)

Comédies musicales et théâtres
- 2008 : Cinderella the Musical (シンデレラ the ミュージカル?)
- 2010 : Fashionable (ファッショナブル?)